# Harlington (Londen)
Harlington is een wijk in het Londense bestuurlijke gebied Hillingdon, in de regio Groot-Londen.

## Geboren
- Paul Goddard (1959), voetballer